# Soul Men
Homens do Soul (en: Soul Men) é um filme de 2008, quinto dirigido por Malcolm D. Lee. Foi o primeiro dos três filmes de Bernie Mac que foram lançados após sua morte; ele morreu em 9 de agosto de 2008. Bernie Mac e Isaac Hayes morreram em circunstâncias não relacionadas em 9 e 10 de agosto de 2008, respectivamente.

## Sinopse
A história dos cantores de soul, Louis Hinds (Samuel L. Jackson) e Floyd Henderson (Bernie Mac), que formaram um grupo vocal nos anos 60: "The Real Deal". Alguns anos depois, a morte do líder do grupo, Marcus Hooks (John Legend), reúne Louis e Floyd. Os dois conhecem Cleo Whitefield (Sharon Leal) e voltam a cantar juntos. Louis e Floyd cantam com a canção de "Boogie Ain't Nuttin'". Para o final, Louis, Floyd e Cleo cantam uma canção com o novo "The Real Deal".

## Elenco
- Samuel L. Jackson - Louis Hinds
- Bernie Mac - Floyd Henderson
- Sharon Leal - Cleo Whitfield
- Sean Hayes - Danny Epstein
- Affion Crockett - Lester "The Court Jester"
- Adam Herschman - Phillip
- Fatso-Fasano - Pay-Pay
- Jackie Long - ZIg-Zag
- John Legend - Marcus Hooks
- Isaac Hayes - Ele mesmo
- Mike Epps - Duane Henderson
- Millie Jackson - ex de Floyd
- Jennifer Coolidge - Rosalee
- Randy Jackson - O Narrador
- Ken Davitian - Ardesh Kezian